# Raugrafen
Die Raugrafen, lateinisch comites hirsuti („Grafen über unbebautes Land“), waren ein Adelsgeschlecht mit Besitzschwerpunkt im ehemaligen Nahegau.
Angehörige des Geschlechts gelangten in den rheinischen Hochstiften und in weltlichen Ämtern zu Einfluss. Die Raugrafen Eberhard, Friedrich und Emicho waren in der zweiten Hälfte des 13. Jahrhunderts Fürstbischöfe von Worms. Raugraf Georg versah zu Beginn des 14. Jahrhunderts das Amt des königlichen Landvogts im Speyergau.

## Geschichte

### Erstes Geschlecht im 12. bis 15. Jahrhundert
Das Geschlecht der Raugrafen stammte aus einer Teilung der Grafen von Schmidtburg und Kyrburg um das Jahr 1148, den Erben der Emichonen. Erster Raugraf war Emicho I., der jüngere Bruder des ersten Wildgrafen Konrad I. Beide erscheinen zwischen 1140 und 1158 in Urkunden. Eine weitere eng verwandte aus einer ersten Erbteilung der Nahegaugrafschaft um das Jahr 1113 hervorgegangene Linie war die der Grafen von Veldenz.
Die auch bei anderen Grafen vorkommende Bezeichnung „Raugraf“ gab bereits zu vielen etymologischen Deutungen Anlass.
Stammburg der Raugrafen war vermutlich die Baumburg bei dem heutigen Ort Altenbamberg südlich von Bad Münster am Stein. Allerdings nennt sich Emicho I. 1146 in einer Urkunde „Graf von Naumburg (Nuenburc)“, dann 1148 Raugraf, dann 1154 „Graf von (Alten-)baumburg“.
Die Söhne des Raugrafen Emicho II. teilten ihren Besitz um das Jahr 1200 in eine Stolzenberger und eine Baumburger Linie. Die Baumburger Linie spaltete sich um 1253 mit dem Bau der Neuenbaumburg über Neu-Bamberg in eine Neuenbaumburger und eine Altenbaumburger Linie. 1358 starb die Linie Stolzenberg aus. Im gleichen Jahr kam es zu bewaffneten Auseinandersetzungen um die Stolzenburg. Die Herren Philipp und Konrad von Bolanden aus der Linie Bruchsal-Bolanden beerbten die erloschene Linie Stolzenberg. Philipp von Bolanden nannte sich nun „Herr zu der alten Baumburg“. Um 1385 starb auch die Linie Altenbaumburg aus.
Am längsten bestand die Linie Neuenbaumburg. Raugraf Philipp II., der „Herr zu der neuen Baumburg“, heiratete Anna, die Erbtochter Philipps von Bolanden, und nannte sich ab etwa 1380 „Herr zu der neuen und alten Baumburg“. Dessen Sohn Raugraf Otto ehelichte in erster Ehe Maria, die einzige Tochter Heinrichs VII. von Salm, des letzten Grafen der Linie Salm-Niedersalm. Maria verstarb kinderlos. Es folgte ein langer Rechtsstreit um das Erbe, bei dem Otto 1455 gerichtlich unterlag.
Raugraf Otto verkaufte nach längerem wirtschaftlichen Niedergang 1457 seinen gesamten pfälzischen Besitz an Mannschaft und Aktivlehen für 4000 Gulden dem Kurfürsten Friedrich von der Pfalz und behielt sich nur den Wohnsitz im Schloss Imsweiler bis an sein Lebensende. Er starb daselbst noch in demselben Jahr. Seine Söhne führten zwar weiterhin die ererbten Titel „Herren zu der neuen und alten Baumburg und Grafen von Salm im Osling“, hatten aber keine Herrschaftsrechte mehr in diesen Herrschaften. Als letzter Rest der raugräflichen Besitzungen verblieben ihnen die Herrschaft Neumagen an der Mosel und die Herrschaft Nalbacher Tal an der Prims als Passivlehen des Kurfürsten von Trier, die an die Vögte von Hunolstein und die Vögte von Nalbach unterverlehnt waren und die im weiteren Verlauf des 15. Jahrhunderts auch verlorengingen. Durch eine Ehefrau kam ein Anteil an der Burg Hollenfels in den luxemburgischen Ardennen an die Familie.

### Zweites Geschlecht im 17. Jahrhundert
Da die Besitzungen des raugräflichen Geschlechts 1457 an die Kurpfalz gekommen waren, erhob Kurfürst Karl Ludwig von der Pfalz 1667 seine ihm 1658 morganatisch angetraute Frau Marie Luise von Degenfeld zur Raugräfin und stattete sie zugleich mit den Lehen der alten Raugrafen aus; ihre dreizehn gemeinsamen Kinder erhielten denselben Titel. Alle ihre Söhne starben unverheiratet und kinderlos, drei als Kind, einer als Student im Duell, vier als Soldaten. Karl Moritz Raugraf zu Pfalz († 1702) war der letzte dieser Linie.

## Besitz

Wappen einer Nebenlinie der Raugrafen.

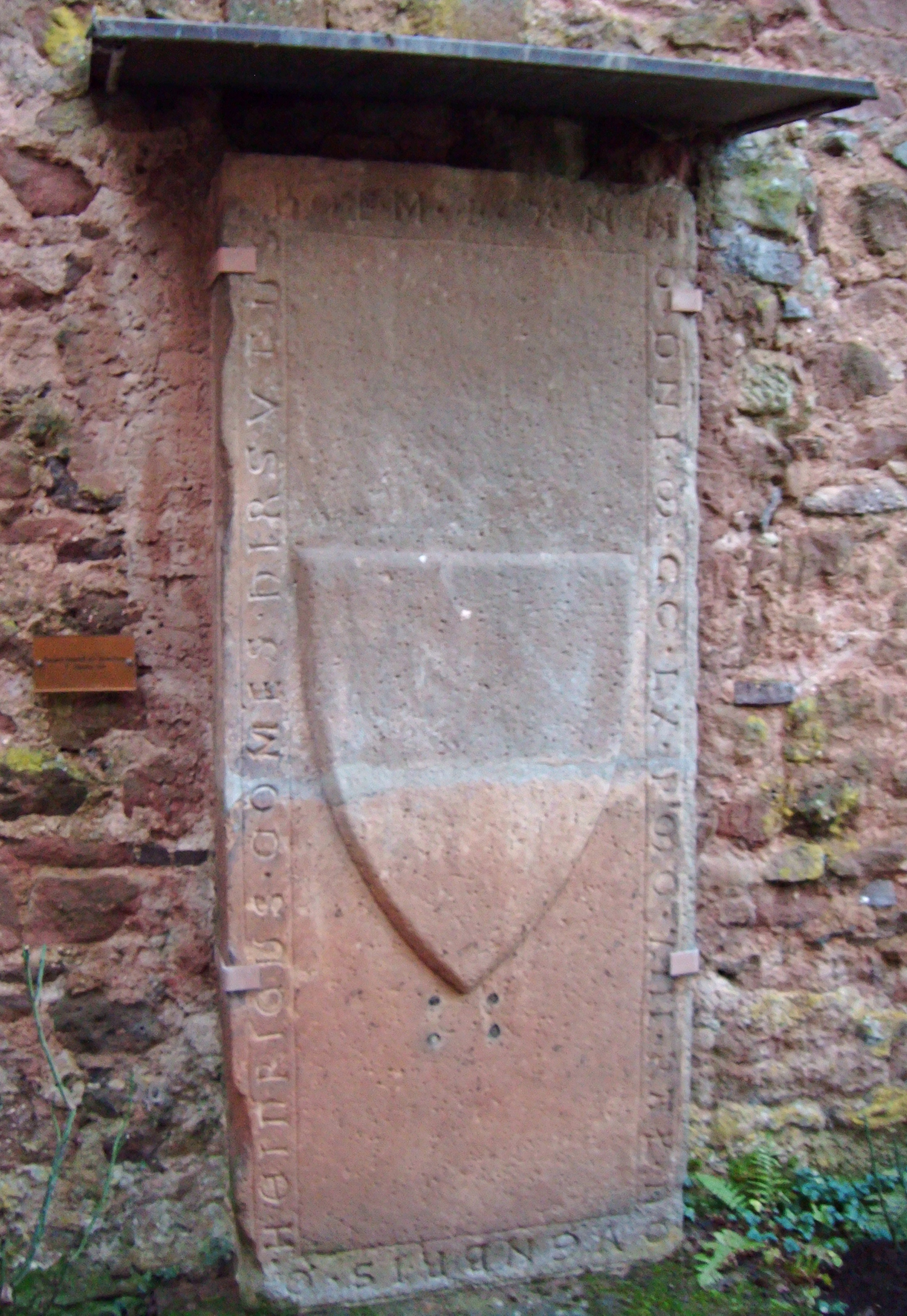
Grabplatte von Raugraf Heinrich I. († 1261), Kloster Rosenthal (Pfalz); Neffe des Klosterstifters Eberhard IV. von Eberstein

Die Hauptbesitzungen der Raugrafen lagen südlich der Nahe an Alsenz und Appel mit der Stadt Rockenhausen, dann südlich von Kirn, wo sich das Becherbacher Gericht befand, um Alzey herum, wo sie Truchsessen der Pfalzgrafen waren, sowie um Simmern.
Ihre Burgen waren die Altenbaumburg, die Ebernburg, die Stolzenburg, die Naumburg, die Neuenbaumburg, die Burg Imsweiler und die Burg Simmern.

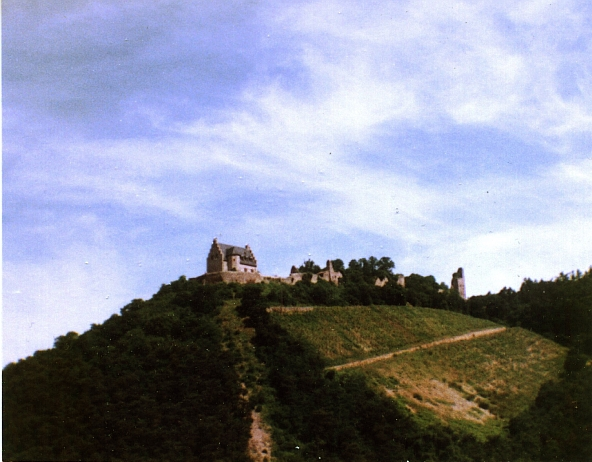
Altenbaumburg
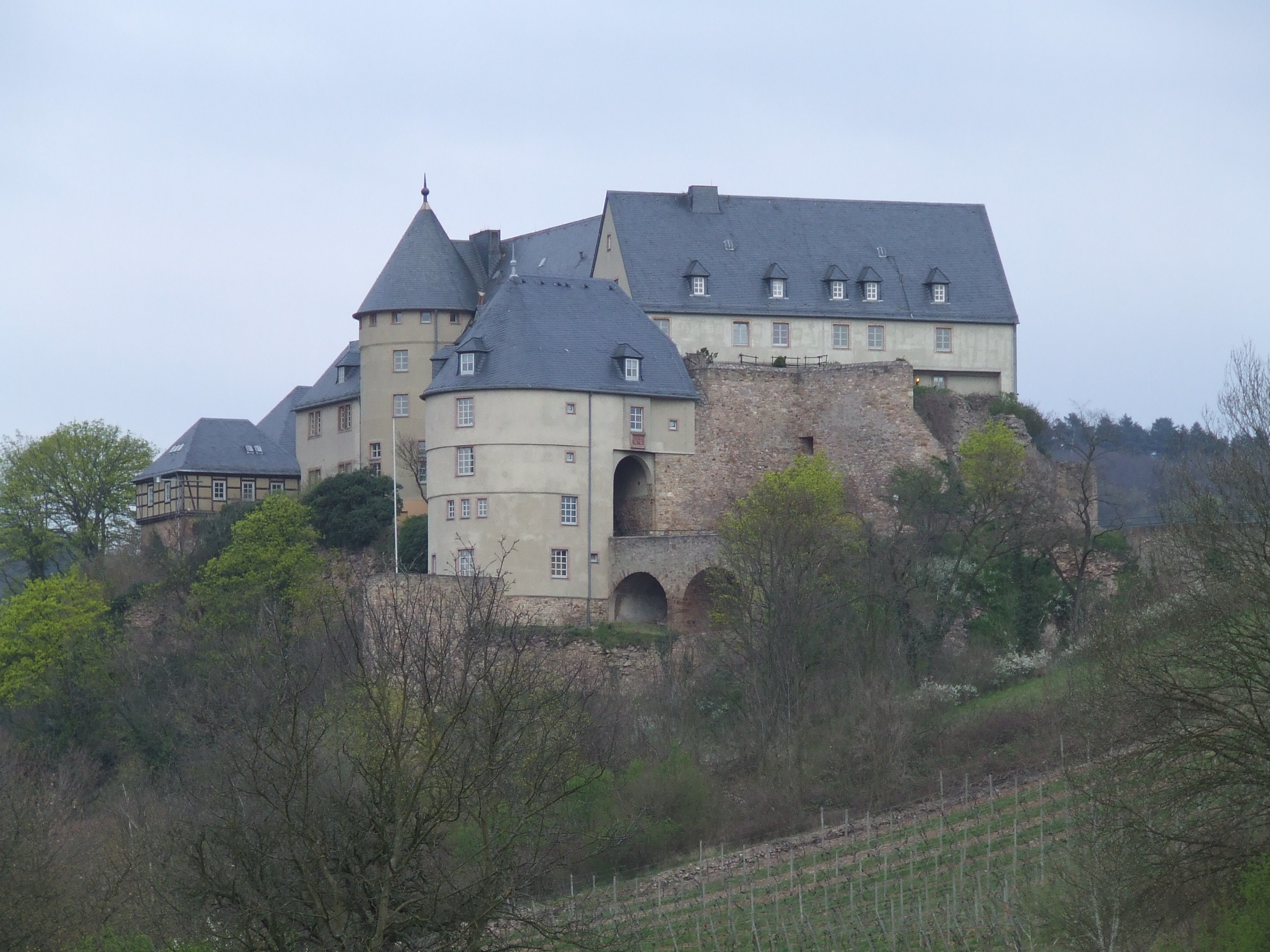
Ebernburg
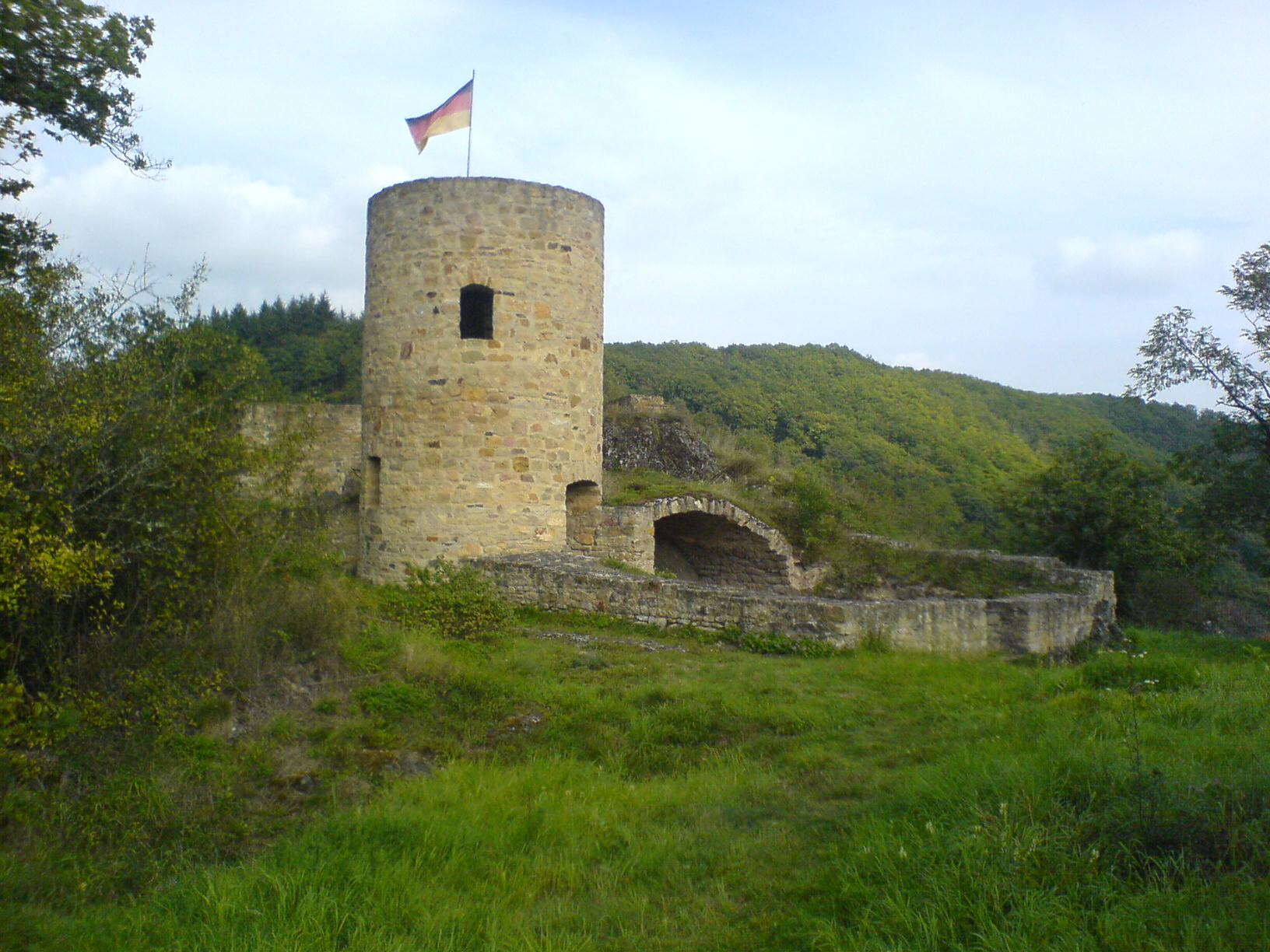
Naumburg
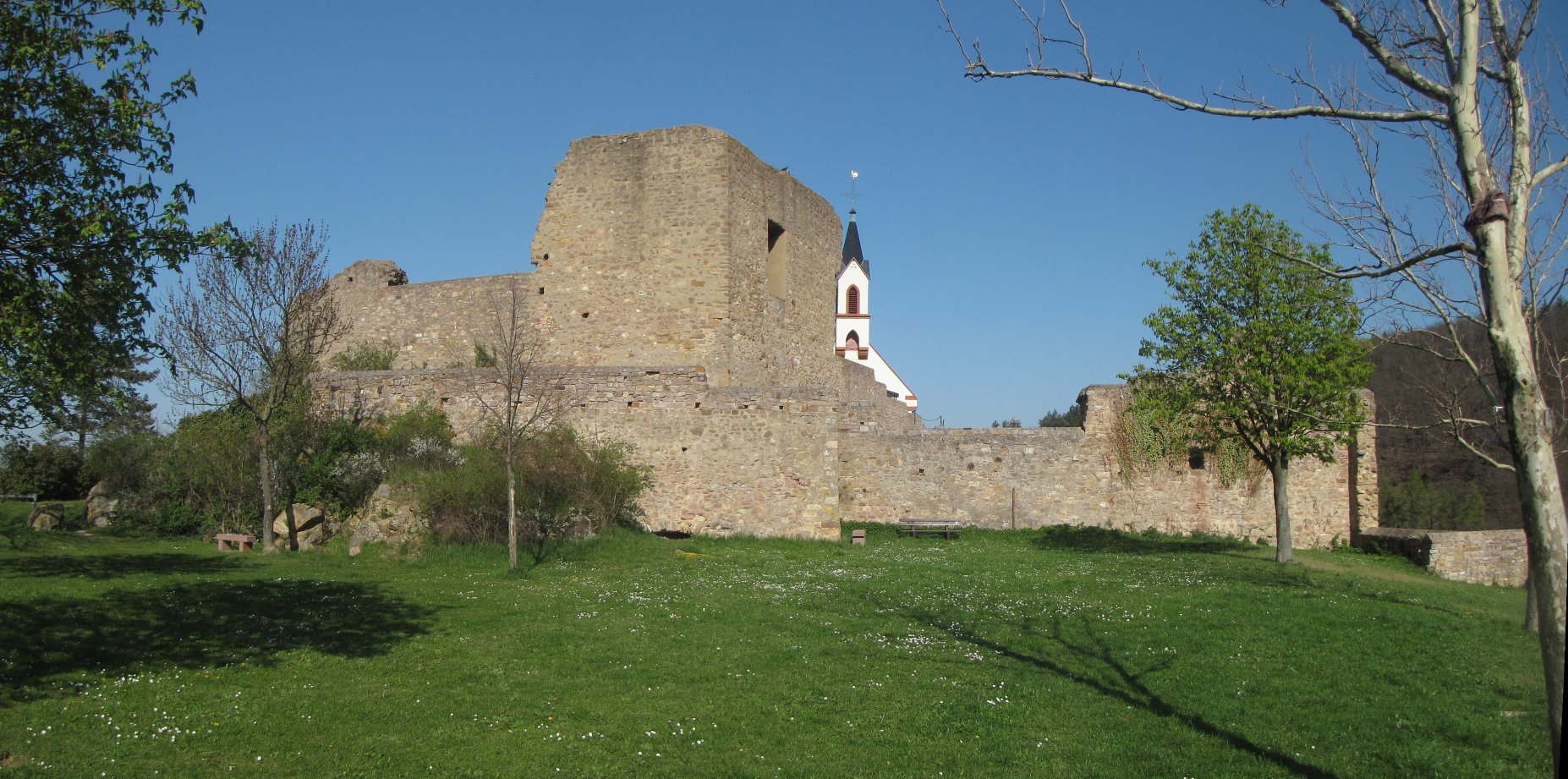
Neuenbaumburg

## Wappen
Das Stammwappen der Raugrafen war von Gold (Gelb) und Rot gespalten.